# Zamek Colditz
Zamek Colditz (niem. Schloss Colditz) – zabytkowy zamek w Colditz w Saksonii (Niemcy).
Pierwsza wzmianka o zamku pochodzi z 1046. W 1158 cesarz Fryderyk I Barbarossa ustanowił Colditz posiadłością cesarską i mianował Thimo I von Colditza (1155–1192) cesarskim ministrem. Był to początek prawie 250-letniej historii linii dynastycznej późniejszych panów von Colditz. W latach 1404-1430 pożary i husyci kilkakrotnie niszczyli warownię. W latach 1578–1591 zamek został przebudowany w stylu renesansowym przez elektora Augusta Wettyna (1526–1586), żonatego z  Anną Oldenburg. W XVII w. Zofia Hohenzollern (1568–1622), żona elektora Krystiana I (1560–1591) stworzyła tu rezydencję wdowy. Ostatnim znaczącym gościem był król August II Mocny.

## Galeria

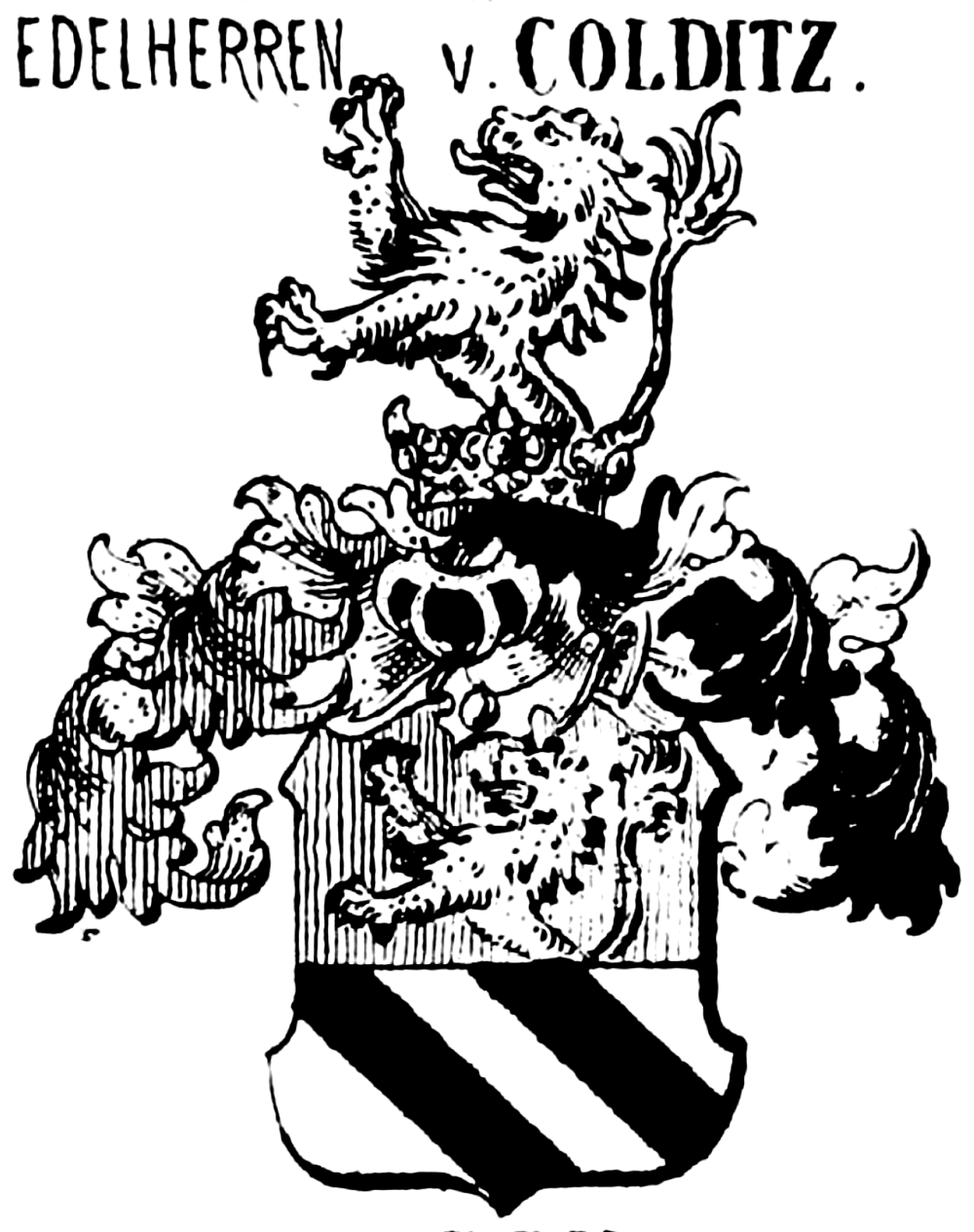
Herb rodu Colditz
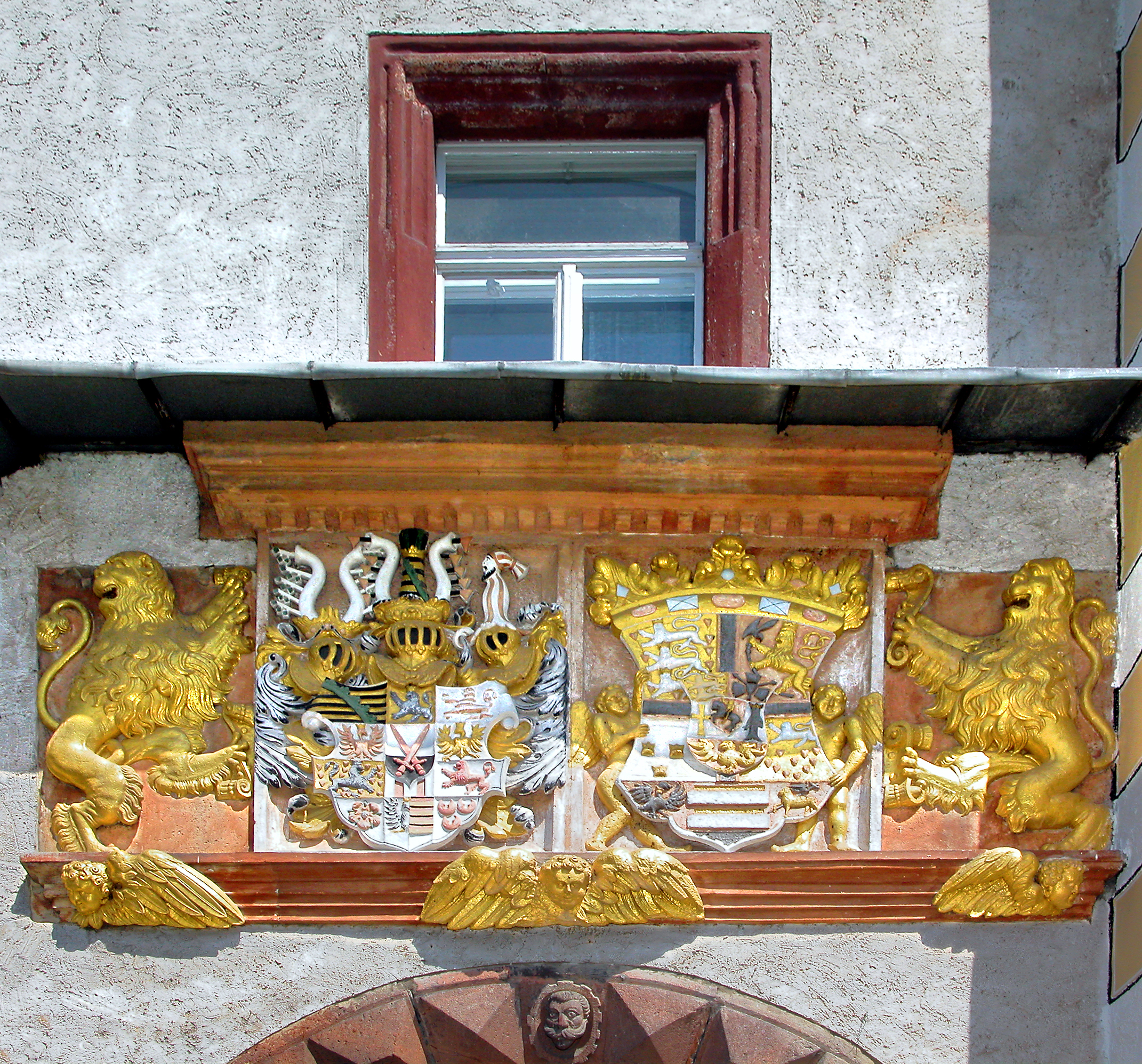
Herby Augusta Wettyna i Anny
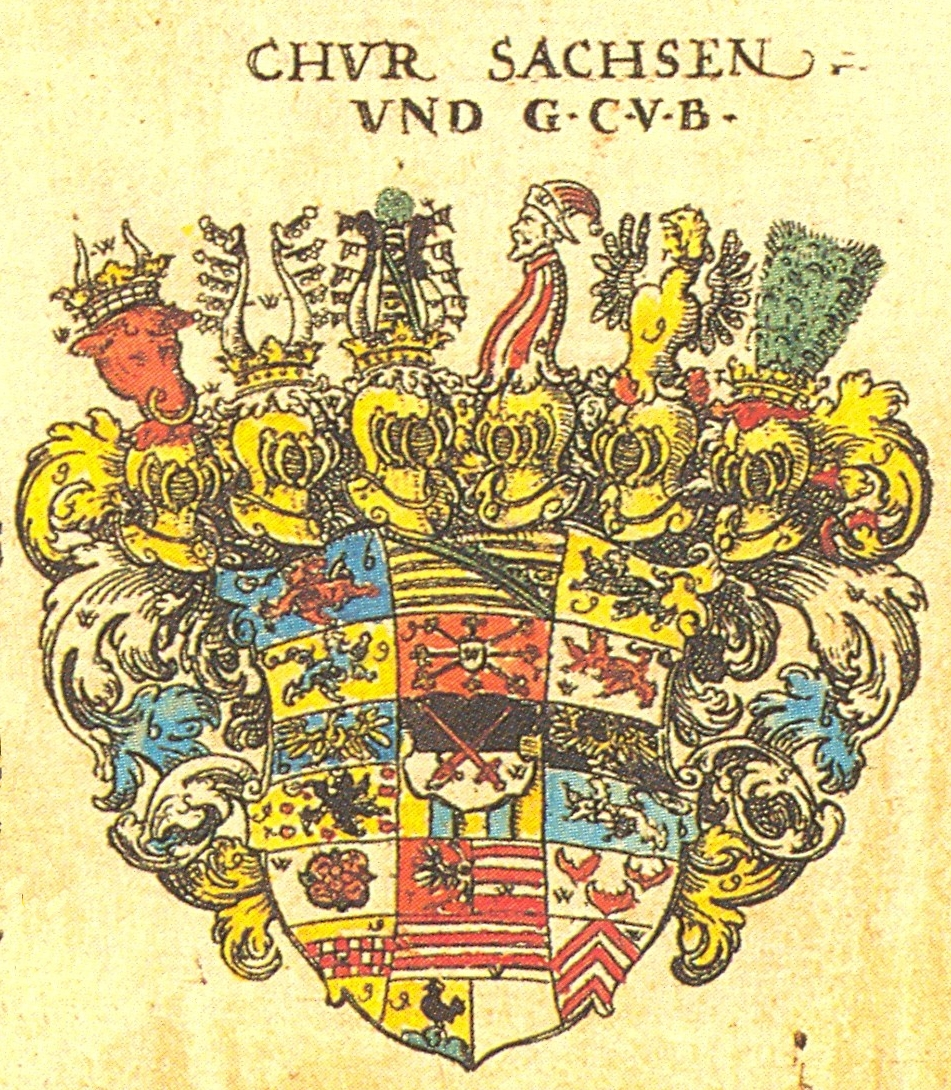
Herb Augusta (odmiana)
Herb Anny (odmiana)
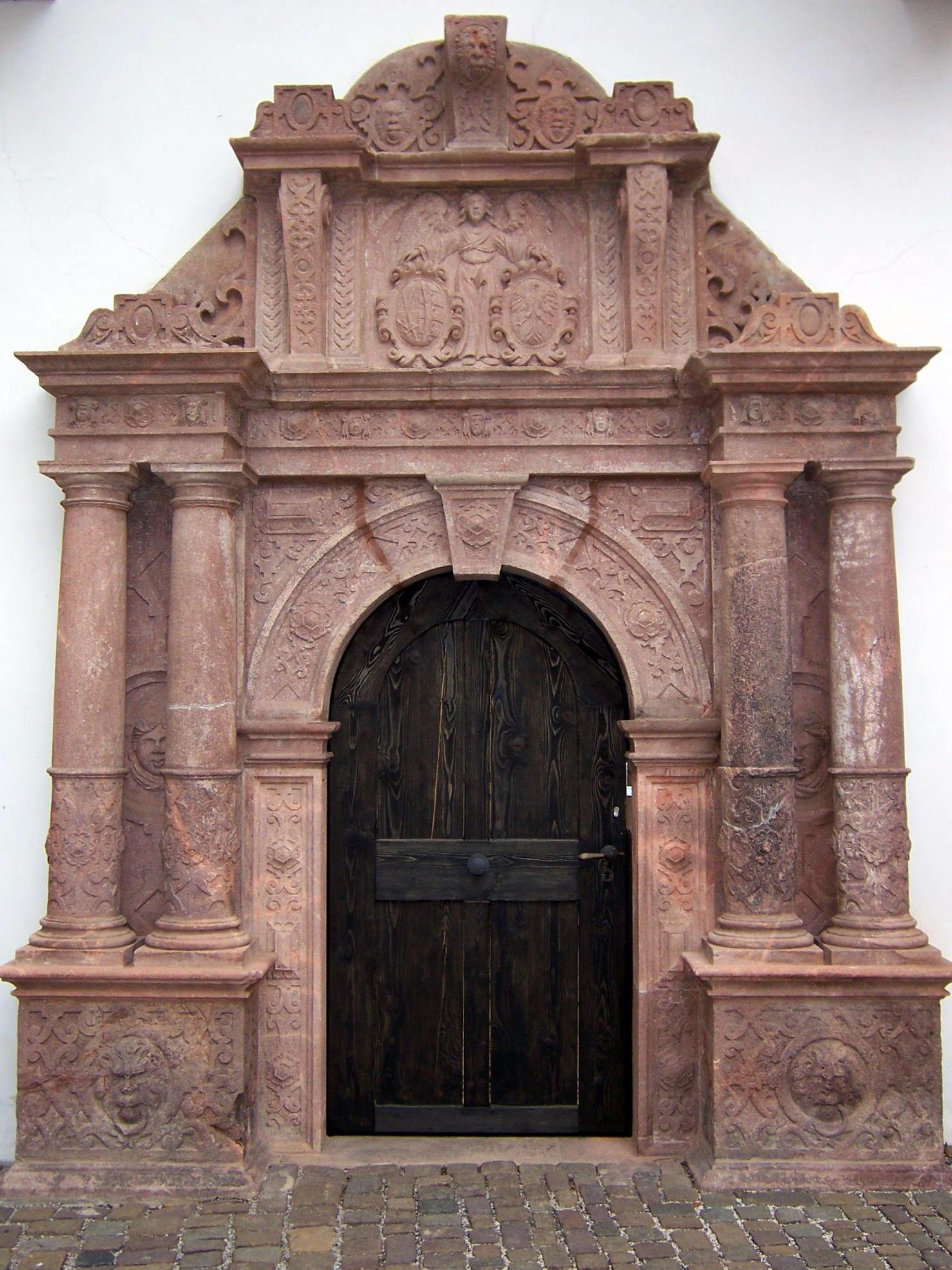
Portal z herbami Saksonii i Polski